# Bocognano
Bocognano (in corso Bucugnà) è un comune francese di 494 abitanti situato nel dipartimento della Corsica del Sud nella regione della Corsica.

## Società

### Evoluzione demografica
Abitanti censiti

## Infrastrutture e trasporti
Bocognano è servita dall'omonima stazione ferroviaria della linea ferroviaria a scartamento metrico Bastia – Ajaccio che si trova all'imbocco meridionale della galleria di Vizzavona, la più lunga, dal punto di vista ferroviario, della Corsica.